# The Flapper
The Flapper là một bộ phim hài câm của Mỹ năm 1920 với Olive Thomas đóng vai chính. Được đạo diễn bởi Alan Crosland, bộ phim là bộ phim đầu tiên ở Hoa Kỳ mô tả lối sống "flapper", sẽ trở thành một cơn sốt văn hóa nhất thời trong những năm 1920.

## Nội dung
Genevieve 'Ginger' King (Thomas) mười sáu tuổi đang sống trong một gia đình rất giàu có ở thị trấn Orange Springs, Florida, nơi thậm chí có một cốc soda với một cậu bé bị coi là tai tiếng. Vì hành vi đáng ngờ của cô và khao khát một cuộc sống ly kỳ, cha của Ginger quyết định gửi cô đến trường nội trú. Trường dành cho các thiếu nữ của Paddles, được bà Paddles với kỷ luật nghiêm khắc(Marcia Harris) quản lý ở Lake Placid, New York.
Bất chấp sự nghiêm ngặt ở đó, các cô gái vẫn vui vẻ gặp rắc rối với lối sống flapper bao gồm các hành động tán tỉnh. Richard Channing (William P. Carleton), một người đàn ông lớn tuổi, đi qua chủng viện mỗi ngày, gợi lên những tưởng tượng lãng mạn giữa các nữ sinh. Khi Ginger liên tưởng đến một chuyến đi xe trượt tuyết với Channing, cô nói dối anh về tuổi của mình, nói rằng cô "khoảng hai mươi". Ginger nhanh chóng bị quyến rũ và trở nên say mê Channing. Ginger sớm gặp rắc rối với nữ hiệu trưởng khi cô lẻn đến câu lạc bộ quốc gia địa phương nơi Channing đang tổ chức một bữa tiệc. Một trong những người bạn học của cô, Hortense (Kinda Johnston), người được mô tả là một con bướm đêm trong số những con bướm, thông báo cho cô. Động cơ thực sự của Hortense làm điều này là để đưa nữ hiệu trưởng ra chỗ khác để cô có thể cướp tiền quỹ của trường và chạy trốn cùng người bạn trai Thomas Morran (Arthur Housman) đốn mạt của cô. Hành động theo một ghi chú mơ hồ mà cô nhận được, Ginger đã từ trường về nhà, đi đến một khách sạn ở thành phố New York, nơi Hortense và Thomas đang ở. Họ buộc cô phải lấy một số vali để giữ an toàn. Những vali này chứa đồ có giá trị bị đánh cắp, bao gồm cả quần áo và trang sức lạ mắt.